# Salmo 35
El salmo 35  es, según la numeración hebrea, el trigesimoquinto salmo del Libro de los salmos de la Biblia. Corresponde al salmo 34 según la numeración de la Biblia Septuaginta griega, empleada también en la Vulgata latina. Por este motivo, recogiendo la doble numeración, a este salmo también se le refiere como el salmo 35 (34).

## Historia
Juan Calvino , del Partido de la Reforma de la Teología , por lo que se describen los salmos del argumento:
Ha sido durante mucho tiempo hostil a David , SaúlEso siempre prevalece en los pasillos de los reyes jefes de adulación, cualquiera, en cualquier momento la autoridad de su aceptó con entusiasmo la destrucción de la innovación humana y luego a su sociedad anti-crueldad casi sin esfuerzos masivos. Y así sucedió y quién es, y como la suma de lo más bajo en el implcabaili él en la furia a hervir. Sin embargo, dado que el error y la locura, sin consideración, sabía estar atascado en una parte de maximus, la obediencia de ellos sobre sí mismo tanto su amo Saulo a la malicia del enemigo, expone al que perversamente, y destinado a ser vendedor. Contra estos, Dios vinidcem implrat. En primer lugar, que no se le ha hecho ningún mal, sabía de esto, la presencia de Dios en medio de la inocencia de su corazón hace brotar; y además, ya que además del mérito de acosarlo, implora la ayuda. de Dios, su libertador. Cuando tratan de los impíos se quejan de la crueldad del castigo sobre el que merecen ser invocados. Porque el mensaje y el aceite sagradoconfiando en el camino, mejor que salir y esperaba que, en todas partes, unido al de los testimonios de su gratitud: en este Salmo, y en este último al final la conclusión, tan pronto como se haya observado, todo el vida para celebrar las alabanzas de Dios.
La primera oración en el Congreso Americano fue del Salmo 35: 1 a principios de septiembre de 1774.

## Versión de la Biblia Vulgata Sixtina Clementina
Estas son las palabras del Salmo 35 (34) versión de la Vulgata Sixtina Clementina ;
1 Para el mismo David. 
Juzga tú, Señor, a los que no me agravan más; 
atacame. 
2 Toma el arma y el escudo , 
y defiéndeme. 
3 Derrama la lanza y bloquea a los que me persiguen; 
Dile a mi salud , lo soy. 
4 Sean buscados mi alma; 
me volví y confundió mis temores. 
5 Sean como paja ante el viento, 
y el ángel los empuja. 
6 Este pobre gritó:
Y el ángel los persigue. 
7 Porque sin causa me han escondido la destrucción de la red para ella; reprendió mi alma. 
8 Probad y ved que no sabe, 
y ved lo oculto, atraparlo 
y refugiaros en él. 
9 el alma se alegrará en el Señor 
y en su salvación. 
10 Todos los huesos dirán: 
Señor, ¿quién como tú? 
Que libra al pobre de aquel que es demasiado fuerte para él; 
pobres y necesitados de los que les roban. 
11 Testigos falsos, 
que me interrogaban. 
12 me recompensó con mal por bien;
privándome de mi alma. 
13 Sin embargo, cuando estabas enfermo; 
Me humillé con ayuno, 
oración en mi seno. 
14 como malos, y haced bien; 
busca la paz y síguela. 
15 se regocijaron contra mí y se juntaron; 
se reunieron sobre mí, y yo no lo sabía. 
16 Fueron separados y se arrepintieron 
me tentaron, se burlaron de mí con desprecio; 
sus dientes sobre mí. 
17 Señor, cuando mira hacia abajo? 
Rescata mi alma de sus destrucciones; 
de los problemas. 
18Vagaron en el gran la gente fuerte te alaba. 
19 No dejes que mis enemigos injustamente, 
que me aborrezcan sin pestañear. 
20 Porque a la verdad en paz conmigo; 
y la ira de la tierra concibieron. 
21 La boca ancha contra mí; 
dijo ¡Ajá! nuestros ojos han visto. 
22 visto mi no callado; 
Señor, no te alejes de mí. 
23 ¡ Despierta y está atento a mi juicio, Dios mío! 
Señor, mi causa. 
24 Júzgame según tu justicia, oh Dios mío, 
no me hagas caso. 
25No digan en su corazón: Bien hecho, bien hecho en el alma, 
ni digan: Lo hemos tragado. 
26 avergonzados y al mismo tiempo que se regocijan en los míos; 
vestidos de vergüenza y deshonra que se engrandecen contra mí. 
27 Regocíjate y regocíjate, el favor de mi justo 
digan siempre: Magnífico sea el Señor, que se complace en la prosperidad de su siervo. 
28 Y así mi lengua a tu justicia; 

alabanza todo el día.

## Texto
La siguiente tabla muestra el texto en hebreo del salmo con vocales, junto con el texto en griego koiné de la Septuaginta  y la traducción al español de la Biblia del rey Jacobo. Téngase en cuenta que el significado puede diferir ligeramente entre estas versiones, ya que la Septuaginta y el texto masorético provienen de tradiciones textuales diferentes.  En la Septuaginta, este salmo está numerado como Salmo 34.
| #  | Hebreo                                                                | Español | Griego |
| -- | --------------------------------------------------------------------- | --- | --- |
| 1  | לְדָוִ֨ד ׀ רִיבָ֣ה יְ֭הֹוָה אֶת־יְרִיבַ֑י לְ֝חַ֗ם אֶת־לֹחֲמָֽי׃                                | (Un salmo de David.) Defiende, Yahveh, mi causa contra los que contienden conmigo: lucha contra los que me combaten.                                             | Τῷ Δαυΐδ. - ΔΙΚΑΣΟΝ, Κύριε, τοὺς ἀδικοῦντάς με, πολέμησον τοὺς πολεμοῦντάς με.                                                                           |
| 2  | הַחֲזֵ֣ק מָגֵ֣ן וְצִנָּ֑ה וְ֝ק֗וּמָה בְּעֶזְרָתִֽי׃                                           | Toma escudo y broquel, y levántate en mi ayuda. | ἐπιλαβοῦ ὅπλου καὶ θυρεοῦ καὶ ἀνάστηθι εἰς τὴν βοήθειάν μου,                                                                                             |
| 3  | וְהָ֘רֵ֤ק חֲנִ֣ית וּ֭סְגֹר לִקְרַ֣את רֹדְפָ֑י אֱמֹ֥ר לְ֝נַפְשִׁ֗י יְֽשֻׁעָתֵ֥ךְ אָֽנִי׃                        | Saca también la lanza, y detén el camino contra los que me persiguen; di a mi alma: Yo soy tu salvación.                                                         | ἔκχεον ῥομφαίαν καὶ σύγκλεισον ἐξ ἐναντίας τῶν καταδιωκόντων με· εἶπον τῇ ψυχῇ μου· Σωτηρία σού εἰμι ἐγώ.                                                |
| 4  | יֵבֹ֣שׁוּ וְיִכָּלְמוּ֮ מְבַקְשֵׁ֢י נַ֫פְשִׁ֥י יִסֹּ֣גוּ אָח֣וֹר וְיַחְפְּר֑וּ חֹ֝שְׁבֵ֗י רָֽעָתִֽי׃                    | Sean confundidos y avergonzados los que buscan mi alma: sean vueltos atrás y llevados a confusión los que maquinan mi daño.                                      | αἰσχυνθήτωσαν καὶ ἐντραπήτωσαν οἱ ζητοῦντες τὴν ψυχήν μου, ἀποστραφήτωσαν εἰς τὰ ὀπίσω καὶ καταισχυνθήτωσαν οἱ λογιζόμενοί μοι κακά.                     |
| 5  | יִֽהְי֗וּ כְּמֹ֥ץ לִפְנֵי־ר֑וּחַ וּמַלְאַ֖ךְ יְהֹוָ֣ה דּוֹחֶֽה׃                                    | Que sean como paja ante el viento: y que el ángel de Yahveh los persiga..                                                                                        | γενηθήτωσαν ὡσεὶ χνοῦς κατὰ πρόσωπον ἀνέμου, καὶ ἄγγελος Κυρίου ἐκθλίβων αὐτούς·                                                                         |
| 6  | יְֽהִי־דַרְכָּ֗ם חֹ֥שֶׁךְ וַחֲלַקְלַקֹּ֑ת וּמַלְאַ֥ךְ יְ֝הֹוָ֗ה רֹדְפָֽם׃                                 | Que su camino sea oscuro y resbaladizo: y que el ángel de Yahveh los persiga.                                                                                    | γενηθήτω ἡ ὁδὸς αὐτῶν σκότος καὶ ὀλίσθημα, καὶ ἄγγελος Κυρίου καταδιώκων αὐτούς·                                                                         |
| 7  | כִּֽי־חִנָּ֣ם טָֽמְנוּ־לִ֭י שַׁ֣חַת רִשְׁתָּ֑ם חִ֝נָּ֗ם חָפְר֥וּ לְנַפְשִֽׁי׃                               | Porque sin causa han escondido para mí su red en una fosa, que sin causa han cavado para mi alma.                                                                | ὅτι δωρεὰν ἔκρυψάν μοι διαφθορὰν παγίδος αὐτῶν, μάτην ὠνείδισαν τὴν ψυχήν μου.                                                                           |
| 8  | תְּבוֹאֵ֣הוּ שׁוֹאָה֮ לֹֽא־יֵ֫דָ֥ע וְרִשְׁתּ֣וֹ אֲשֶׁר־טָמַ֣ן תִּלְכְּד֑וֹ בְּ֝שׁוֹאָ֗ה יִפׇּל־בָּֽהּ׃                  | Que la destrucción venga sobre él de improviso; y que su red que ha escondido se atrape a sí mismo: en esa misma destrucción que caiga.                          | ἐλθέτω αὐτῷ παγίς, ἣν οὐ γινώσκει, καὶ ἡ θήρα, ἣν ἔκρυψε, συλλαβέτω αὐτόν, καὶ ἐν τῇ παγίδι πεσεῖται ἐν αὐτῇ.                                            |
| 9  | וְ֭נַפְשִׁי תָּגִ֣יל בַּיהֹוָ֑ה תָּ֝שִׂ֗ישׂ בִּישׁוּעָתֽוֹ׃                                        | Y mi alma se alegrará en Jehová; se gozará en su salvación. | ἡ δὲ ψυχή μου ἀγαλλιάσεται ἐπὶ τῷ Κυρίῳ, τερφθήσεται ἐπὶ τῷ σωτηρίῳ αὐτοῦ.                                                                               |
| 10 | כׇּ֥ל־עַצְמוֹתַ֨י ׀ תֹּאמַרְנָה֮ יְהֹוָ֗ה מִ֥י כָ֫מ֥וֹךָ מַצִּ֣יל עָ֭נִי מֵחָזָ֣ק מִמֶּ֑נּוּ וְעָנִ֥י וְ֝אֶבְי֗וֹן מִגֹּֽזְלֽוֹ׃ | Todos mis huesos dirán: Señor, ¿quién como tú, que libras al pobre del que es demasiado fuerte para él, sí, al pobre y al necesitado del que lo despoja?         | πάντα τὰ ὀστᾶ μου ἐροῦσι· Κύριε, τίς ὅμοιός σοι; ῥυόμενος πτωχὸν ἐκ χειρὸς στερεωτέρων αὐτοῦ καὶ πτωχὸν καὶ πένητα ἀπὸ τῶν διαρπαζόντων αὐτόν.           |
| 11 | יְ֭קוּמוּן עֵדֵ֣י חָמָ֑ס אֲשֶׁ֥ר לֹֽא־יָ֝דַ֗עְתִּי יִשְׁאָלֽוּנִי׃                                  | Se levantaron falsos testigos; me acusaron de cosas que yo no sabía.                                                                                             | ἀναστάντες μοι μάρτυρες ἄδικοι, ἃ οὐκ ἐγίνωσκον, ἐπηρώτων με.                                                                                            |
| 12 | יְשַׁלְּמ֣וּנִי רָ֭עָה תַּ֥חַת טוֹבָ֗ה שְׁכ֣וֹל לְנַפְשִֽׁי׃                                      | Me recompensaron mal por bien hasta echar a perder mi alma. | ἀνταπεδίδοσάν μοι πονηρὰ ἀντὶ ἀγαθῶν καὶ ἀτεκνίαν τῇ ψυχῇ μου.                                                                                           |
| 13 | וַאֲנִ֤י ׀ בַּחֲלוֹתָ֡ם לְב֬וּשִׁי שָׂ֗ק עִנֵּ֣יתִי בַצּ֣וֹם נַפְשִׁ֑י וּ֝תְפִלָּתִ֗י עַל־חֵיקִ֥י תָשֽׁוּב׃           | Pero en cuanto a mí, cuando estaban enfermos, mi vestido era de cilicio: humillaba mi alma con ayunos, y mi oración volvía a mi seno.                            | ἐγὼ δὲ ἐν τῷ αὐτοὺς παρενοχλεῖν μοι ἐνεδυόμην σάκκον καὶ ἐταπείνουν ἐν νηστείᾳ τὴν ψυχήν μου, καὶ ἡ προσευχή μου εἰς κόλπον μου ἀποστραφήσεται.          |
| 14 | כְּרֵעַ־כְּאָ֣ח לִ֭י הִתְהַלָּ֑כְתִּי כַּאֲבֶל־אֵ֝֗ם קֹדֵ֥ר שַׁחֽוֹתִי׃                                 | Me comporté como si hubiera sido mi amigo o mi hermano: me incliné pesadamente, como quien llora a su madre.                                                     | ὡς πλησίον, ὡς ἀδελφῷ ἡμετέρῳ οὕτως εὐηρέστουν· ὡς πενθῶν καὶ σκυθρωπάζων, οὕτως ἐταπεινούμην.                                                           |
| 15 | וּבְצַלְעִי֮ שָׂמְח֢וּ וְֽנֶ֫אֱסָ֥פוּ נֶאֶסְפ֬וּ עָלַ֣י נֵ֭כִים וְלֹ֣א יָדַ֑עְתִּי קָרְע֥וּ וְלֹא־דָֽמּוּ׃             | Pero en mi adversidad se regocijaron, y se juntaron; sí, los abyectos se juntaron contra mí, y yo no lo supe; me desgarraron, y no cesaron:                      | καὶ κατ᾿ ἐμοῦ εὐφράνθησαν καὶ συνήχθησαν, συνήχθησαν ἐπ᾿ ἐμὲ μάστιγες, καὶ οὐκ ἔγνων, διεσχίσθησαν καὶ οὐ κατενύγησαν.                                   |
| 16 | בְּ֭חַנְפֵי לַעֲגֵ֣י מָע֑וֹג חָרֹ֖ק עָלַ֣י שִׁנֵּֽימוֹ׃                                        | Con burladores hipócritas en las fiestas, me roían con los dientes.                                                                                              | ἐπείρασάν με, ἐξεμυκτήρισάν με μυκτηρισμῷ, ἔβρυξαν ἐπ ἐμὲ τοὺς ὀδόντας αὐτῶν.                                                                            |
| 17 | אֲדֹנָי֮ כַּמָּ֢ה תִ֫רְאֶ֥ה הָשִׁ֣יבָה נַ֭פְשִׁי מִשֹּׁאֵיהֶ֑ם מִ֝כְּפִירִ֗ים יְחִידָתִֽי׃                       | Señor, ¿hasta cuándo mirarás? rescata mi alma de sus destrucciones, mi querida de los leones.                                                                    | Κύριε, πότε ἐπόψῃ; ἀποκατάστησον τὴν ψυχήν μου ἀπὸ τῆς κακουργίας αὐτῶν, ἀπὸ λεόντων τὴν μονογενῆ μου.                                                   |
| 18 | א֭וֹדְךָ בְּקָהָ֣ל רָ֑ב בְּעַ֖ם עָצ֣וּם אֲהַלְלֶֽךָּ׃                                          | Te daré gracias en la gran congregación: te alabaré entre mucha gente.                                                                                           | ἐξομολογήσομαί σοι ἐν ἐκκλησίᾳ πολλῇ, ἐν λαῷ βαρεῖ αἰνέσω σε.                                                                                            |
| 19 | אַֽל־יִשְׂמְחוּ־לִ֣י אֹיְבַ֣י שֶׁ֑קֶר שֹׂנְאַ֥י חִ֝נָּ֗ם יִקְרְצוּ־עָֽיִן׃                              | Que no se alegren de mí injustamente los que son mis enemigos; ni guiñen el ojo los que me odian sin causa.                                                      | μὴ ἐπιχαρείησάν μοι οἱ ἐχθραίνοντές μοι ἀδίκως, οἱ μισοῦντες με δωρεὰν καὶ διανεύοντες ὀφθαλμοῖς.                                                        |
| 20 | כִּ֤י לֹ֥א שָׁל֗וֹם יְדַ֫בֵּ֥רוּ וְעַ֥ל רִגְעֵי־אֶ֑רֶץ דִּבְרֵ֥י מִ֝רְמ֗וֹת יַחֲשֹׁבֽוּן׃                      | Porque no hablan paz, sino que traman cosas engañosas contra los que están tranquilos en la tierra.                                                              | ὅτι ἐμοὶ μὲν εἰρηνικὰ ἐλάλουν καὶ ἐπ᾿ ὀργὴν δόλους διελογίζοντο.                                                                                         |
| 21 | וַיַּרְחִ֥יבוּ עָלַ֗י פִּ֫יהֶ֥ם אָ֭מְרוּ הֶאָ֣ח ׀ הֶאָ֑ח רָֽאֲתָ֥ה עֵינֵֽנוּ׃                           | Sí, abrieron mucho su boca contra mí, y dijeron: Ajá, ajá, nuestro ojo lo ha visto.                                                                              | καὶ ἐπλάτυναν ἐπ᾿ ἐμὲ τὸ στόμα αὐτῶν, εἶπαν· εὖγε, εὖγε, εἶδον οἱ ὀφθαλμοὶ ἡμῶν.                                                                         |
| 22 | רָאִ֣יתָה יְ֭הֹוָה אַֽל־תֶּחֱרַ֑שׁ אֲ֝דֹנָ֗י אַל־תִּרְחַ֥ק מִמֶּֽנִּי׃                                 | Esto has visto, Yahveh: no calles: Yahveh, no te alejes de mí.                                                                                                   | εἶδες, Κύριε, μὴ παρασιωπήσῃς, Κύριε, μὴ ἀποστῇς ἀπ᾿ ἐμοῦ·                                                                                               |
| 23 | הָעִ֣ירָה וְ֭הָקִיצָה לְמִשְׁפָּטִ֑י אֱלֹהַ֖י וַאדֹנָ֣י לְרִיבִֽי׃                                 | Revuélvete y despierta a mi juicio, a mi causa, mi Dios y mi Señor.                                                                                              | ἐξεγέρθητι, Κύριε, καὶ πρόσχες τῇ κρίσει μου, ὁ Θεός μου καὶ ὁ Κύριός μου, εἰς τὴν δίκην μου.                                                            |
| 24 | שׇׁפְטֵ֣נִי כְ֭צִדְקְךָ יְהֹוָ֥ה אֱלֹהָ֗י וְאַל־יִשְׂמְחוּ־לִֽי׃                                   | Júzgame, oh Jehová Dios mío, conforme a tu justicia; y no se alegren de mí.                                                                                      | κρῖνόν με, Κύριε, κατὰ τὴν δικαιοσύνην σου, Κύριε ὁ Θεός μου, καὶ μὴ ἐπιχαρείησάν μοι.                                                                   |
| 25 | אַל־יֹאמְר֣וּ בְ֭לִבָּם הֶאָ֣ח נַפְשֵׁ֑נוּ אַל־יֹ֝אמְר֗וּ בִּֽלַּעֲנֽוּהוּ׃                             | Que no digan en su corazón: Ah, así lo quisiéramos; que no digan: Nos lo hemos tragado.                                                                          | μὴ εἴποισαν ἐν καρδίαις αὐτῶν· εὖγε, εὖγε τῇ ψυχῇ ἡμῶν· μηδὲ εἴποιεν· Κατεπίομεν αὐτόν.                                                                  |
| 26 | יֵ֘בֹ֤שׁוּ וְיַחְפְּר֨וּ ׀ יַחְדָּו֮ שְׂמֵחֵ֢י רָעָ֫תִ֥י יִֽלְבְּשׁוּ־בֹ֥שֶׁת וּכְלִמָּ֑ה הַֽמַּגְדִּילִ֥ים עָלָֽי׃            | Sean avergonzados y llevados a confusión juntamente los que se alegran de mi daño: sean vestidos de vergüenza y deshonra los que se engrandecen contra mí.       | αἰσχυνθείησαν καὶ ἐντραπείησαν ἅμα οἱ ἐπιχαίροντες τοῖς κακοῖς μου, ἐνδυσάσθωσαν αἰσχύνην καὶ ἐντροπὴν οἱ μεγαλοῤῥημονοῦντες ἐπ᾿ ἐμέ.                    |
| 27 | יָרֹ֣נּוּ וְיִשְׂמְחוּ֮ חֲפֵצֵ֢י צִ֫דְקִ֥י וְיֹאמְר֣וּ תָ֭מִיד יִגְדַּ֣ל יְהֹוָ֑ה הֶ֝חָפֵ֗ץ שְׁל֣וֹם עַבְדּֽוֹ׃           | Griten de júbilo y alégrense los que favorecen mi justa causa; sí, digan continuamente: Sea engrandecido Jehová, que se complace en la prosperidad de su siervo. | ἀγαλλιάσθωσαν καὶ εὐφρανθήτωσαν οἱ θέλοντες τὴν δικαιοσύνην μου καὶ εἰπάτωσαν διαπαντός· μεγαλυνθήτω ὁ Κύριος, οἱ θέλοντες τὴν εἰρήνην τοῦ δούλου αὐτοῦ. |
| 28 | וּ֭לְשׁוֹנִי תֶּהְגֶּ֣ה צִדְקֶ֑ךָ כׇּל־הַ֝יּ֗וֹם תְּהִלָּתֶֽךָ׃                                       | Y mi lengua hablará de tu justicia y de tu alabanza todo el día.                                                                                                 | καὶ ἡ γλῶσσά μου μελετήσει τὴν δικαιοσύνην σου, ὅλην τὴν ἡμέραν τὸν ἔπαινόν σου.                                                                         |

## Esquema
- Versículos 1 al 10: Primera súplica: pedir ayuda a Dios en el conflicto
  - Versículos 1–3: Llamado a la ayuda de Dios para la lucha, formulado militarmente
  - V. 4–8: Solicitud de la oración
    - V. 4-6: Quiere maldecir al adversario
    - V. 7 a 8: Motivos del auto de acusación

  - Versículos 9-10: promesa de alabanza
- Versos 11-18: Segunda súplica: injusticia del enemigo y justicia de la oración.
  - Versos 11-12: Descripción de las hostilidades
  - Versos 13-14: Contraste en el comportamiento de la oración.
  - V. 15-16: Descripción de una mayor hostilidad
  - Versículo 17: Solicitud de salvación
  - V. 18: Promesa de alabanza renovada
- V. 19-28: Tercera súplica
  - V.19: Introducción, solicitud de ser librado del comportamiento del enemigo
  - V. 20 a 21: descripción más detallada de las hostilidades
  - Versos 22-25: Invocación de Dios contra el adversario
  - Versos 26-27: Consecuencias de la acción divina para enemigos y amigos

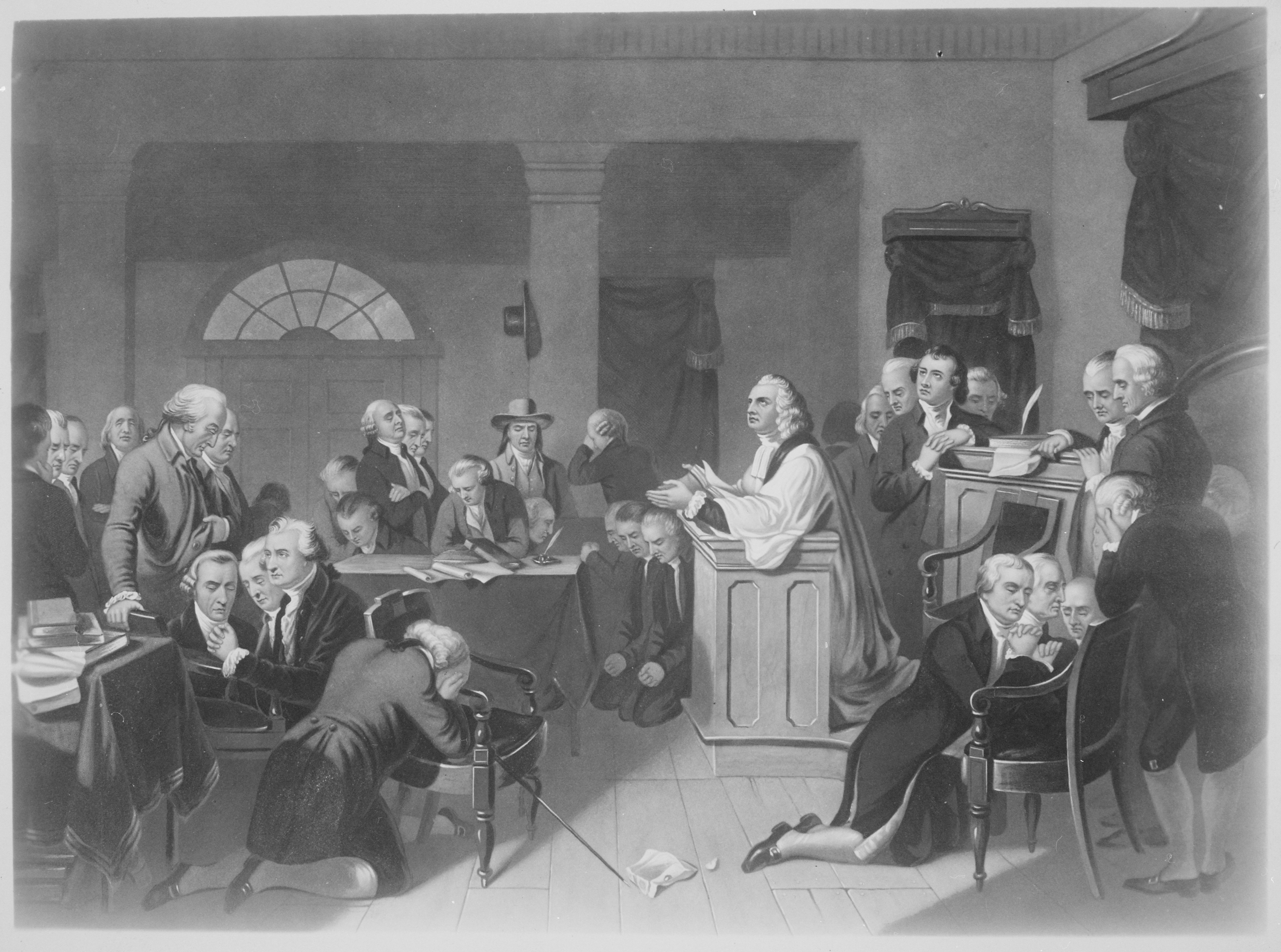
Primera oración en el Congreso, septiembre de 1774 en Carpenters Hall, Filadelfia, Pensilvania.

  - V. 28: Conclusión de alabanza[8]

## Género y contenido
Salmo 35 es una súplica ,  en la que llanto, la oración y los votos de alternativa agradecimiento tres veces.  El título es incierto y solo se lee en hebreo.לדודque puede significar "por David" así como "por David".
La interpretación tradicional ubica la difícil situación de la oración descrita en el salmo en la vida de David , cuando Saúl lo persiguió y los cortesanos del rey lo calumniaron ( 1 Sam 24  EU ). También se contempla que el salmo es de los últimos días de David, cuando se desató un alboroto. 
El adorador aparece como un hombre con la conciencia tranquila, pero angustiado por la persecución y la malicia de sus enemigos. Pero no quiere vengarse, sino que llama a Dios a su camarada en metáforas militares.  A través de esta imaginería que alude a la violencia y la militancia, tradicionalmente se le cuenta entre los Salmos de la venganza o los Salmos de la justicia.

## Comentarios

### De la Iglesia católica

#### A todo el salmo
El Salmo 35 presenta la súplica de un justo perseguido injustamente, quien, a pesar de haber actuado con bondad hacia sus enemigos, es acosado por ellos con violencia y engaño. Inspirado en la afirmación del Salmo 34 sobre la protección divina hacia el justo, este salmo comienza con una petición directa al Señor para que lo defienda (vv. 1-3), continúa con la descripción de la injusticia sufrida (vv. 4-16) y concluye con una súplica renovada por la intervención de Dios (vv. 17-28).
El texto muestra un contraste claro: el salmista oraba y se preocupaba por sus enemigos cuando estaban enfermos, pero ellos, en cambio, se alegran de su desgracia. La estructura alterna súplica, confianza, lamento y acción de gracias. Su finalidad es pedir justicia y reafirmar la confianza en Dios como defensor del inocente. El salmo forma parte de una serie (Sal 35–41) centrada en la oposición entre el justo y sus adversarios, y cierra la primera sección del libro de los Salmos.
El Salmo 35 encuentra un cumplimiento pleno en la figura de Jesucristo. A semejanza del justo del salmo, Jesús actuó siempre en favor del bien, sanando y liberando a los oprimidos, tal como se recoge en Hechos 10,38. Su compasión se manifestó incluso en el lamento por Jerusalén, revelando su deseo de paz para el pueblo. No obstante, a pesar de su inocencia y de las obras realizadas, fue objeto de acusaciones falsas y del rechazo de las autoridades religiosas. Este rechazo sin causa encuentra eco en las palabras del propio Jesús: “Me odiaron sin motivo”, en alusión al cumplimiento de la Escritura. Así, el salmo se convierte en una profecía que anticipa la pasión del Mesías: el justo perseguido sin razón, cuya súplica es escuchada por Dios. Jesús, como el salmista, no responde al mal con mal, sino que mantiene su fidelidad a la voluntad del Padre, confiando en la justicia divina.
Esta consideración la expuso con fuerza Josemaría Escrivá en su meditación del Viacrucis: 

Vino a salvar al mundo, y los suyos le han negado ante Pilatos. Nos enseñó el camino del bien, y lo arrastran por la vía del Calvario. Ha dado ejemplo en todo, y prefieren a un ladrón homicida. Nació para perdonar, y —sin motivo— le condenan al suplicio. Llegó por senderos de paz, y le declaran la guerra. Era la Luz, y lo entregan en poder de las tinieblas. Traía Amor, y le pagan con odio. Vino para ser Rey, le coronan de espinas. Se hizo siervo para liberarnos del pecado, y le clavan en la Cruz. Tomó carne para darnos la Vida, y nosotros le recompensamos con la muerte.

#### A los versículos 1-15
El Salmo 35 comienza con un lenguaje judicial y militar que expresa la esperanza del salmista en una salvación concreta: ser liberado de la violencia y las acusaciones injustas. Primero pide ayuda contra quienes conspiran contra su vida; luego, contra los que lo acusan falsamente ante los tribunales (vv. 11, 19-21). Aunque se trate de los mismos enemigos, el texto distingue sus acciones con fines retóricos. El salmista invoca la intervención del Señor o de su ángel —agente eficaz del juicio divino— para que los malvados sean derrotados y reciban el daño que han planeado, en línea con la ley del talión (cf. Sal 7,15-17). No se trata de venganza, sino de una petición de justicia y defensa. El uso del singular para "enemigo" en el v. 8 tiene valor colectivo.
Declarado inocente (“sin causa”, v. 7; “sin razón”, v. 19), el salmista confía en su liberación. Esa salvación abarca tanto la vida física (“mi alma”, v. 9) como el bienestar interior (“mis huesos”, v. 10). La oración toma un tono de lamento al describir cómo, en su desgracia —posiblemente una enfermedad—, quienes antes recibieron su compasión lo acusan y se alegran de su caída (vv. 13-16). El contraste resalta: él rezaba por ellos cuando sufrían, mientras que ellos ahora lo atacan sin piedad. El v. 16 contiene una expresión hebrea enigmática: “burlones de hogaza”, cuyo sentido exacto se desconoce. Las versiones griega y latina la interpretan como “se burlan de mí” o “han sido dispersados sin arrepentirse”, todas con matiz ofensivo y despreciativo.

#### A los versículos 16-28
En la parte final del Salmo 35, el lamento da paso a una súplica urgente, introducida con una interrogación que expresa impaciencia y necesidad de intervención divina. El salmista promete alabanza pública si es liberado (v. 18), subrayando así que su reivindicación no es solo personal, sino también un testimonio de la justicia de Dios. El orante pide que no prevalezcan la mentira ni la violencia, expresadas como falta de paz (v. 20). No se presenta como una víctima aislada, sino como miembro del grupo de los “pacíficos”, aquellos que buscan la paz y confían en Dios. Su salvación será motivo de alegría para ellos, quienes proclamarán la grandeza del Señor (v. 27).
El contraste entre lo que “ven” los enemigos (v. 21) y lo que “ve” el Señor resalta el tema central: la justicia divina frente al engaño humano. El salmista confía en que Dios, al ver la verdad, actuará con justicia. En esta confrontación, no está solo en juego su causa personal, sino el honor de Dios. Si el justo fracasa, se reforzaría la arrogancia de quienes rechazan a Dios. Por eso, la victoria del salmista no se celebra como un triunfo personal, sino como una manifestación de la gloria de Dios.

## Recepción
El salmo fue musicalizado por, entre otros
- Heinrich Schütz , Señor, pelea con mis harapos, SWV 132
- Jan Pieterszoon Sweelinck , Salmo 35
- Jan Utenhove , Iudica Domine nocentes . Salmo.xxxv. (1566, traducción al holandés)
- Henrik Ajax , Salmo 35, para violín, viola, violonchelo y clarinete

“ La tranquilidad del campo ” (v. 20) era una imagen común para los pietistas en el siglo XVIII ; fue recogido por Gerhard Tersteegen , entre otros (por ejemplo en la canción “ God is present )”.

## Usos

### Judaísmo
- El versículo 10 es parte de Nishmat .[16]

### Nuevo Testamento
- El versículo 19b se cita en Juan 15:25[17]

## Configuraciones musicales
Salmo 35 " Judica Domine nocentes m e", de Heinrich Schütz , Marc-Antoine Charpentier (H.201, para 4 voces, 2 instrumentos de agudos y continuo) y François Giroust.